# Ryoki Inoue
José Carlos Ryoki de Alpoim Inoue (São Paulo, 22 de julho de 1946) é um escritor brasileiro de ascendência portuguesa e japonesa.
Formado em Medicina pela USP em 1970, deixou a atividade em 1986 em favor da profissão de escritor de livros de bolso pulp, quando publicou o faroeste Os Colts de McLee pela Editora Monterrey. Estima-se que escreveu cerca 1.086 livros, usando 39 pseudônimos por exigência dos editores.
Foi laureado pelo Guiness Book of Records como o escritor mais prolífico do mundo.  Dentre seus livros estão os romances O Fruto do Ventre, Quinze dias em setembro, E agora, Presidente, A Bruxa e Saga.